# 工学言語
工学言語（こうがくげんご、英語: engineered languages、しばしば engelangs と略される）は、言語がどのように働くかという仮説を、実験または証明するために考案された人工言語である。
これには少なくとも3つの下位区分がある。哲学的言語（理想言語 ideal languages ともいう）、論理的言語（logical languages、loglangs と略されることもある）、実験的言語（experimental languages）である。レイモンド・ブラウンは、工学言語を「明確な客観的基準に基づいて設計され、その基準を満たすように作成（engineer）された言語」と述べた。
国際補助語であることと工学言語であることは排反ではなく、工学言語の中には国際補助語の候補として考えられているものもある。
国際補助語は「国際補助的であること」を基準とし、設計・作成（engineer）された言語であり、よって工学言語に属するのではないかと思うかもしれないが、レイモンド・ブラウンによれば、工学言語の定義にある「明確な客観的基準」とは「国際補助的であること」以外の何らかの基準を指している。これは、歴史的にも国際補助語は古くからあり、「工学言語」は以下で述べるような国際補助的とは別の基準を設けた新たな人工言語のカテゴリ名としての使用を意図されていたことに起因する。

## 哲学的言語
特に言語の性質または可能性に関して、哲学の言語は、哲学の若干の面を反映するように設計されている。ジョン・ウィルキンスの真性の文字と哲学的言語にむけての試論とエドワード・パウエル・フォスターのRo  は、分類学の系統樹を使ったそれらの単語を作った。少数総合的言語の語彙は、(論理的に少数の)形態素の組み合わせより形成される複合語で作られる。サゼット・H・エルジンのラーダンは、弱化グループ理論に基づく女性にとって重要な概念と区別を語彙化・文法化するよう設計された。ソーニャ・ラングのトキポナは、道教の要素を取り入れた、最小限主義的単純さに基づく。

## 論理的言語
論理的言語（英語：loglangs）はその文法が形式論理に基づいて設計されているものとして定義される。論理的言語は曖昧さのない表現法を許容、あるいは強制するものだとされる。どの形式論理学の体系を基盤とするかに制限はないが、一階述語論理を基盤とするのが典型的である。論理的言語でもっとも有名なのは、統語上の曖昧性を除去し意味的な曖昧性を最低限にすることを目指した ログランとその後継者ロジバンである。特にロジバンの文法は、曖昧さのない文法で述語論理を表現できるように設計された。ログランの派生言語であるチェンリは、曖昧さのない表現力を残しながら、話者が明瞭さを犠牲に簡潔な表現を行うことを許容することを目的としている。

## 実験的言語
ジョン・キハーダ(英語版)のイスクイルは、最大の形態音韻論的簡潔さのために作られた。R・スリカンスの Lin は、最大の正字法的簡潔さのため作られた。マーク・P・ラインのClassical Yiklamuは、文法的単純性と派生的形態学なしの大きな語彙で始まる、ロシアの芝生実験に基づいて作られた。